# Gagrellinae
Gagrellinae zijn een onderfamilie van hooiwagens.

## Geslachten
De volgende geslachten worden bij de onderfamilie ingedeeld:
- Abaetetuba
- Adungrella
- Akalpia
- Altobunus
- Amazonesia
- Antigrella
- Aurivilliola
- Azucarella
- Bakerinulus
- Bastia
- Bastioides
- Baturitia
- Biceropsis
- Bonthainia
- Bullobunus
- Caiza
- Caluga
- Carinobius
- Carmenia
- Carmichaelus
- Ceratobunellus
- Ceratobunoides
- Cervibunus
- Chasenella
- Chebabius
- Coonoora
- Dentobunus
- Diangathia
- Echinobunus
- Euceratobunus
- Eugagrella
- Euzaleptus
- Fesa
- Gagrella
- Gagrellenna
- Gagrellina
- Gagrellissa
- Gagrellopsis
- Gagrellula
- Geaya
- Globulosoma
- Guaranobunus
- Hamitergum
- Harmanda
- Harmandina
- Hehoa
- Heterogagrella
- Hexazaleptus
- Himaldroma
- Himalzaleptus
- Holcobunus
- Paratamboicus
- Holmbergiana
- Hologagrella
- Hypogrella
- Jussara
- Koyamaia
- Krusa
- Liopagus

- Marthana
- Melanopella
- Melanopula
- Metadentobunus
- Metahehoa
- Metasyleus
- Metaverpulus
- Metazaleptus
- Microzaleptus
- Munequita
- Neogagrella
- Nepalgrella
- Nepalkanchia
- Obigrella
- Octozaleptus
- Onostemma
- Oobunus
- Orissula
- Padangrella
- Palniella
- Paradentobunus
- Paragagrella
- Paragagrellina
- Parageaya
- Paraumbogrella
- Paruleptes
- Pectenobunus
- Pergagrella
- Pokhara
- Prionostemma
- Prodentobunus
- Psammogeaya
- Psathyropus
- Pseudarthromerus
- Pseudogagrella
- Pseudomelanopa
- Pseudosystenocentrus
- Romerella
- Sarasinia
- Sataria
- Sericicorpus
- Sinadroma
- Syleus
- Syngagrella
- Systenocentrus
- Tamboicus
- Taperina
- Tetraceratobunus
- Toragrella
- Trachyrhinus
- Umbogrella
- Verpulus
- Verrucobunus
- Xerogrella
- Zaleptiolus
- Zaleptulus
- Zaleptus
- Pseudoarthromerus